# Bertrand de Montfavès
Bertrand de Montfavès, noto in latino come Bertrandus de Monte Faventino (Castelnau-Montratier, 1270 circa – Avignone, 1º dicembre 1342), è stato un cardinale francese.

## Biografia
Si laureò in giurisprudenza all'Università di Tolosa. Divenne canonico del capitolo della cattedrale di Lione e si fece terziario francescano. Amico di papa Giovanni XXII, divenne protonotario apostolico. Il papa lo creò cardinale nel concistoro del 17 dicembre 1316 assegnandogli la diaconia di Santa Maria in Aquiro. Nel 1326 divenne arciprete della basilica di San Giovanni in Laterano, carica che mantenne fino alla morte.
Morì ad Avignone 1º dicembre 1342 e la sua salma venne inumata nella chiesa di Notre-Dame-de-Bon-Repos di Montfavet, in Avignone, da lui fatta erigere, insieme ad un convento, alcuni anni prima di morire.

## Conclavi
Durante il suo periodo di cardinalato Montfavès partecipò al conclave del 1334, che elesse papa Benedetto XII, ma non a quello del 1342, che elesse papa Clemente VI.